# FK Dynamo Moskva
Dynamo Moskva (ryska: Динамо Москва, Dinamo Moskva) är en rysk fotbollsklubb från Moskva som spelar i den ryska högsta divisionen, Premjer-Liga. Klubben grundades 1923 och spelar sina hemmamatcher på Dynamostadion. År 2009 pågick dock en renovering på hemmaarenan och klubben fick då flytta till arenan i Chimki. Som alla andra Dynamoklubbar i det forna Sovjetunionen har den sitt ursprung som en av KGB:s klubbar.

## Historia
Dynamo Moskva är Rysslands äldsta fotbollsklubb och den enda klubben som alltid spelat i högsta divisionen.
Dynamo Moskva grundades 1923 men klubbens historia sträcker sig tillbaka till 1887 då Morozovtsi Orechovo-Zuevo grundades som ett fabrikslag. 1906 fick man namnet OKS och tog hem Moskva-mästerskapet 1910–1914. Efter revolutionen 1917 hamnade man under inrikesministeriet och dess chef Felix Dzerzjinskij som var ledare för underrättelsetjänsten Tjekan. 1923 togs namnet Dynamo.
Dynamo vann de två första sovjetiska mästerskapen 1936 och 1937. 1937 vann man även den sovjetiska cupen. Ärkerivalen under dessa år var FK Spartak Moskva. Efter andra världskriget fortsatte man att vara ett storlag under 1950-talet. 1976 var senaste gången man vann ligan.
Den största framgången i europacupspel är finalplatsen i cupvinnarcupen 1972. 

## Spelarinformation

### A-laget
| 1  | Ryssland | Anton Sjunin  | 27 januari 1987  | FK Dynamo Moskva   |
| 16 | Ryssland | Ivan Budachev | 20 juli 2001     | Leningradets (-20) |
| 31 | Ryssland | Igor Lestjuk  | 20 februari 1996 | FK Dynamo Moskva   |

| 2  | Uruguay  | Guillermo Varela    | 24 mars 1993      | FC Köpenhamn (-20)           |
| 3  | Ryssland | Zaurbek Plijev      | 27 september 1991 | Achhmat Groznyj (-19)        |
| 4  | Ryssland | Sergej Parsjivljuk  | 18 mars 1989      | Rostov (-19)                 |
| 5  | Paraguay | Fabián Balbuena     | 23 augusti 1991   | West Ham United (-21)        |
| 7  | Ryssland | Dmitrij Skopintsev  | 2 mars 1997       | Krasnodar (-20)              |
| 15 | Ryssland | Saba Sazonov        | 1 februari 2002   | Zenit Sankt Petersburg (-21) |
| 18 | Ukraina  | Ivan Ordets         | 8 juli 1992       | Sjachtar Donetsk (-19)       |
| 24 | Ryssland | Roman Jevgenjev     | 23 februari 1999  | FK Dynamo Moskva             |
| 50 | Ryssland | Aleksandr Kutitskiy | 1 januari 2002    | FK Dynamo Moskva             |
| 93 | Uruguay  | Diego Laxalt        | 7 februari 1993   | Milan (-21)                  |

| 8  | Kroatien | Nikola Moro         | 12 mars 1998     | Dinamo Zagreb (-20)  |
| 19 | Ryssland | Daniil Lesovoy      | 12 januari 1998  | Arsenal Tula (-20)   |
| 25 | Ryssland | Denis Makarov       | 18 februari 1998 | Rubin Kazan (-21)    |
| 47 | Ryssland | Arsen Zakharyan     | 26 maj 2003      | FK Dynamo Moskva     |
| 53 | Polen    | Sebastian Szymański | 10 maj 1999      | Legia Warszawa (-19) |
| 74 | Ryssland | Daniil Fomin        | 2 mars 1997      | Ufa (-20)            |
| 90 | Ryssland | Vladislav Galkin    | 3 april 2002     | FK Dynamo Moskva     |

| 9  | Kamerun  | Clinton N'Jie       | 15 augusti 1993 | Marseille (-19)        |
| 20 | Ryssland | Vyacheslav Grulyov  | 23 mars 1999    | FK Dynamo Moskva       |
| 40 | Ryssland | Fjodor Smolov       | 9 februari 1990 | Lokomotiv Moskva (-22) |
| 70 | Ryssland | Konstantin Tyukavin | 22 juni 2002    | FK Dynamo Moskva       |
| 91 | Ryssland | Yaroslav Gladyshev  | 5 maj 2003      | FK Dynamo Moskva       |

#### Spelargalleri

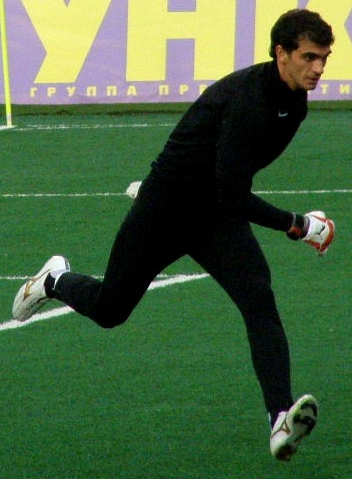
Vladimir Gabulov
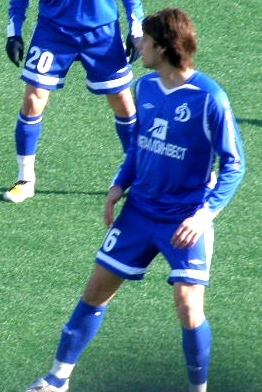
Leandro Fernández
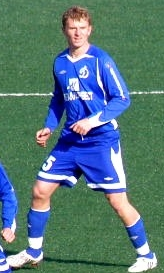
Denis Kolodin
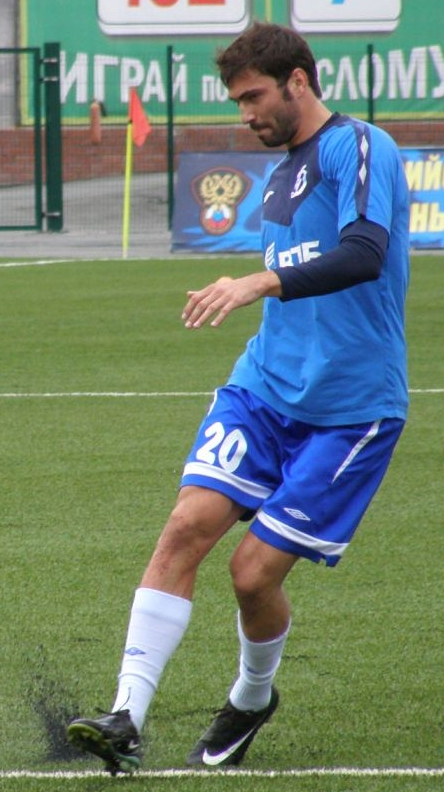
Adrian Ropotan
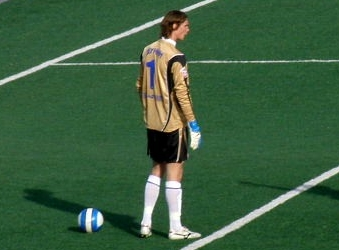
Anton Sjunin
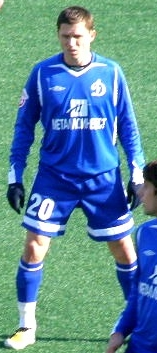
Igor Semsjov
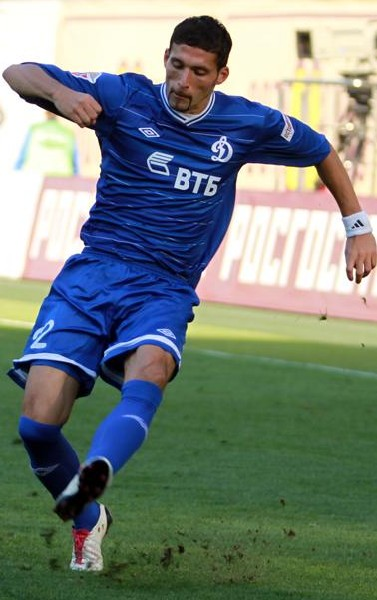
Kevin Kurányi
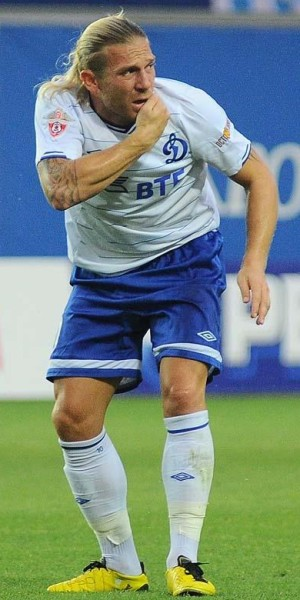
Andrij Voronin

## Meriter
- Sovjetiska mästare: 11

1936, 1937, 1940, 1945, 1949, 1954, 1955, 1957, 1959, 1963, 1976
- Sovjetiska Cupen: 6

1937, 1953, 1951, 1970, 1977, 1984
- Ryska cupen: 1

1995